# إميل ليراي
إميل ليراي (11 سبتمبر 1949 -) كهربائي فرنسي ، سافر كثيرًا عبر إفريقيا.

## التعليم
حصل على شهادته الجامعية.

## الإنجازات
قام ليراي ببناء دراجة نارية الصحراء من أجزاء سيترون 2CV المحطمة في عام 1993، بينما كان في رحلة فردية في شمال إفريقيا. تعطلت سيارته في وسط الصحراء عندما اصطدم عن طريق الخطأ بصخرة أتلفت شاسيه سيارته. وقد تقطعت به السبل على بعد عشرات الكيلومترات من أقرب مستوطنة.  من أجل البقاء علي قيد الحياة، أنشأ ليراي دراجة نارية من أجزاء من سيارته المحطمة.